# انجیل لیندیسفارن

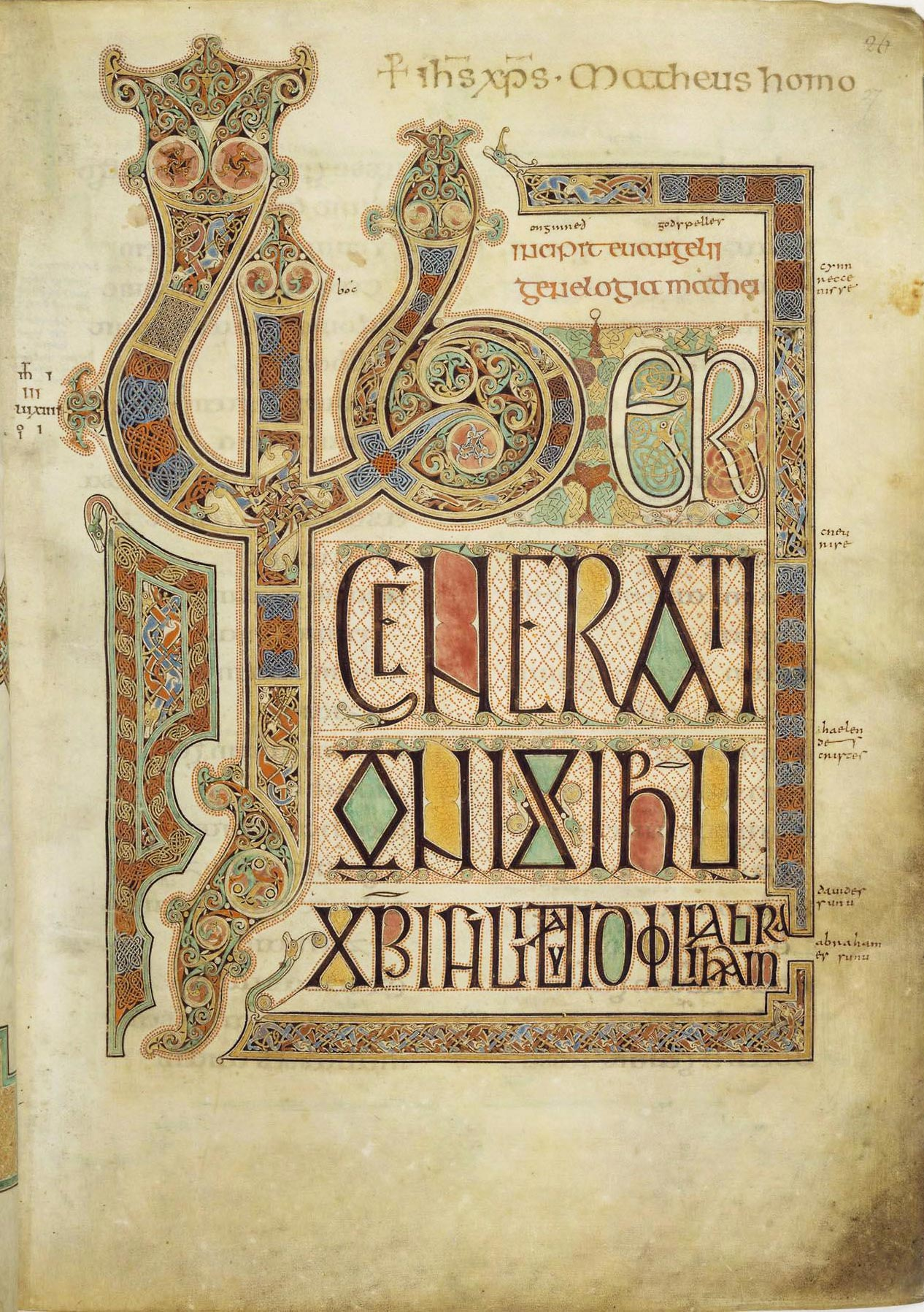
نسخه‌ای تذهیب شده از انجیل لیندیسفارن

انجیل لیندیسفارن (انگلیسی: Lindisfarne Gospels) یک کتاب انجیل دست‌نوشته‌است که احتمالاً طی سال‌های ۷۱۵ تا ۷۲۰ در صومعه لیندیسفارن، واقع در نورث‌آمبرلند انگلستان نوشته و تذهیب گردیده‌است. این کتاب، امروزه و در حال حاضر در کتابخانه بریتانیا نگهداری می‌شود

## نگارخانه

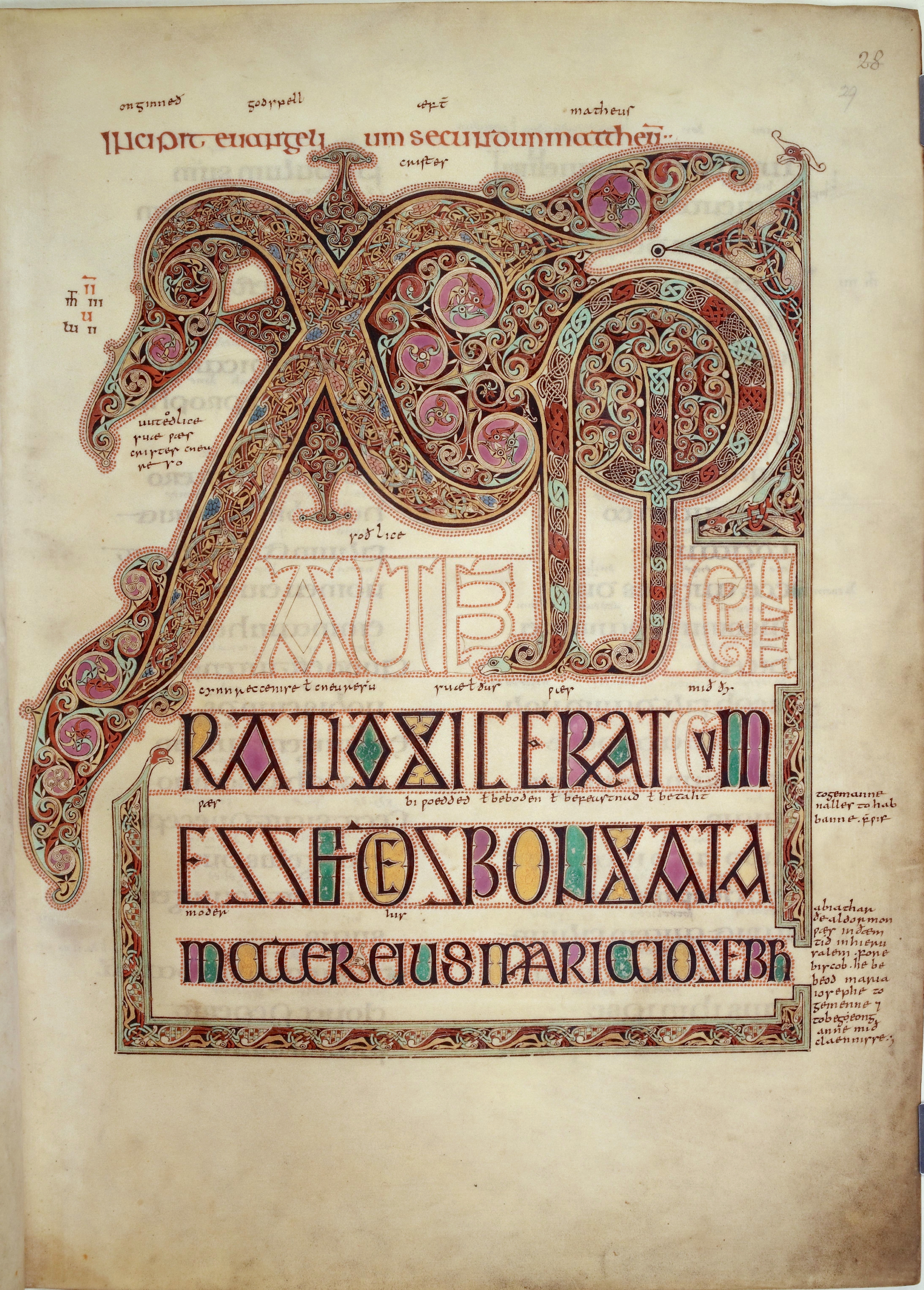
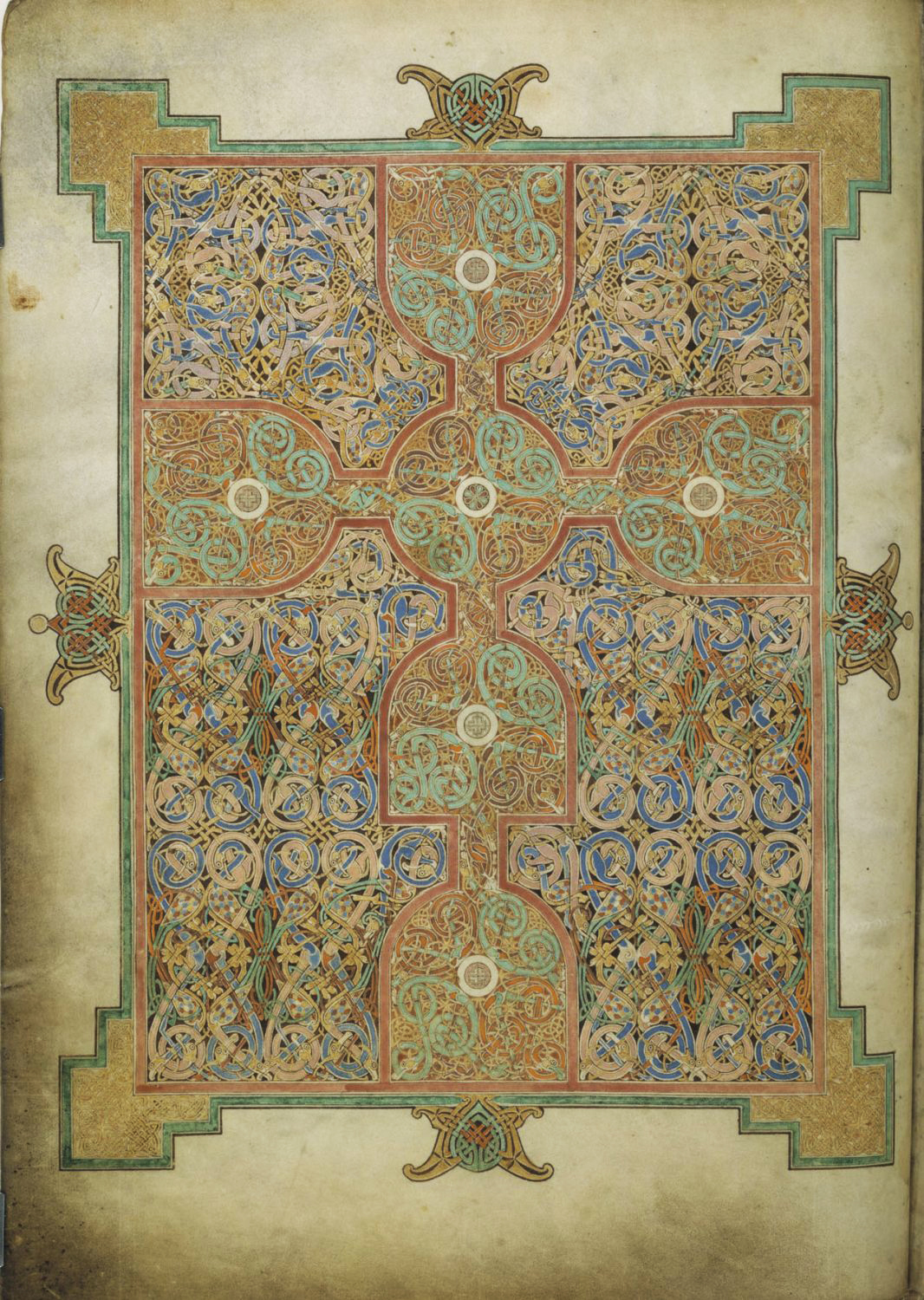
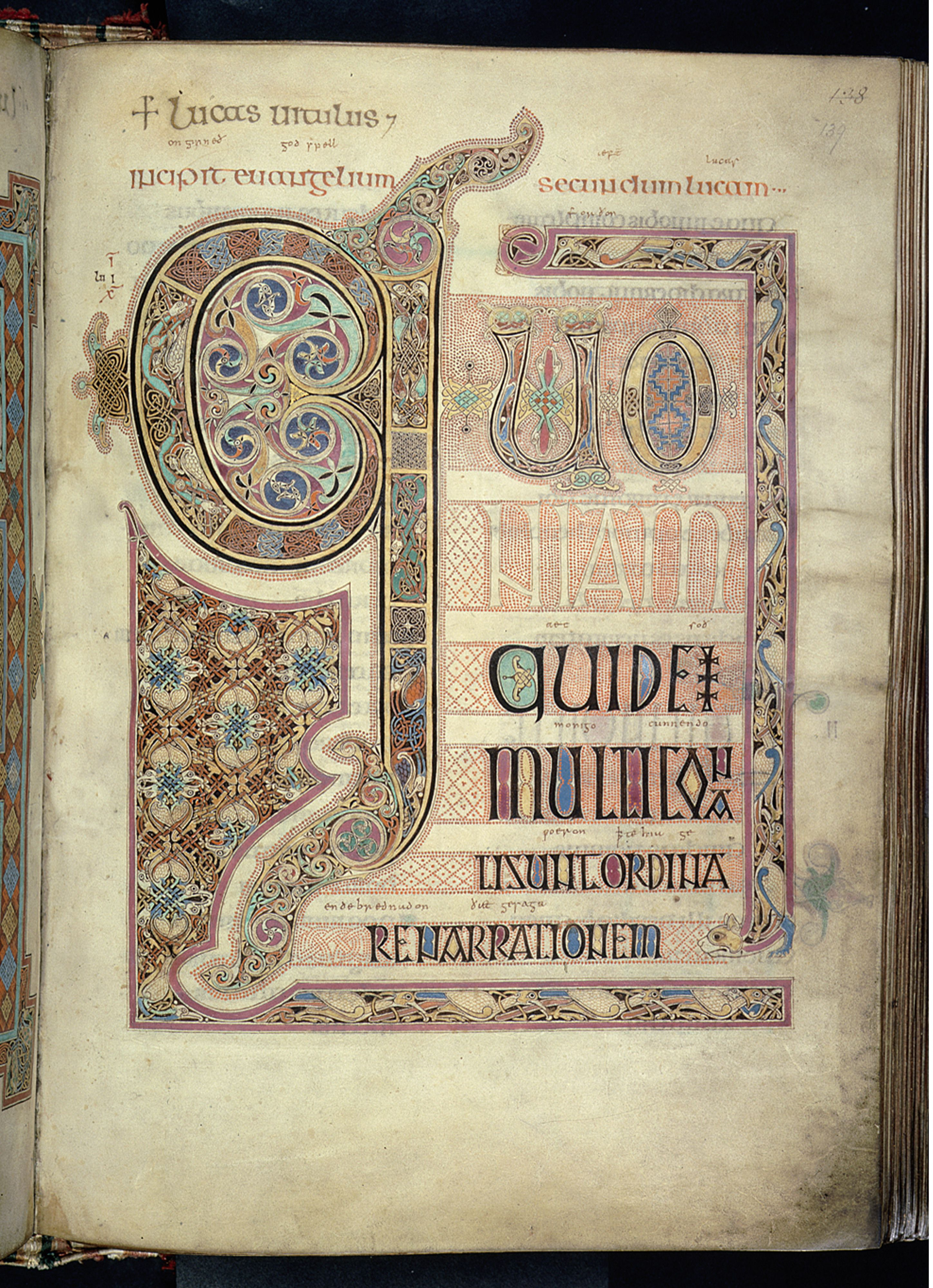